# Runaway Bay (Jamaika)
Runaway Bay ist eine Kleinstadt im Norden von Jamaika. Die Stadt befindet sich im County Middlesex im Parish Saint Ann. Im Jahr 2010 hatte Runaway Bay eine Einwohnerzahl von 6742 Menschen. Runaway Bay ist ein bekanntes Ziel für Touristen.

## Etymologie
Die Herkunft des Namens ist ungewiss. Die glaubhaftesten Quellen erklären zum einen, dass der Ort 1657 der letzte Fluchtpunkt spanischer Besatzer war, die vor englischen Soldaten, unter Führung des letzten spanischen Gouverneurs Don Cristobal Arnaldo de Ysassi, zu fliehen versuchten. Eine andere Geschichte besagt, dass dies der Ort war, von dem afrikanische Sklaven von den im Landesinneren liegenden Zuckerrohrplantagen nach Kuba flohen.

## Geografie
Runaway Bay liegt an der nördlichen Küste der Insel in der gleichnamigen Bucht. Trotz seiner Lage steigt die Landschaft innerhalb der Ortschaft auf mehr als 100 Meter über den Meeresspiegel. Die nächsten größeren Ortschaften sind die beiden westlich gelegenen Ortschaften Dunbarton und Discovery Bay. Südwestlich der Stadt befindet sich das Handelszentrum Brown’s Town. Circa 16 Kilometer östlich befindet sich Ocho Rios einer der bekanntesten Touristenstädte der Insel.

## Infrastruktur
In Runaway Bay beginnt, beziehungsweise endet der Highway A1, einer der wichtigsten Verkehrsverbindungen der Insel. Der Highway verläuft über Falmouth, Montego Bay und Lucea bis nach Negril an der Westküste. Die gut ausgebaute B3 verläuft nach Süden hin bis Brown’s Town.

## Kultur und Umwelt

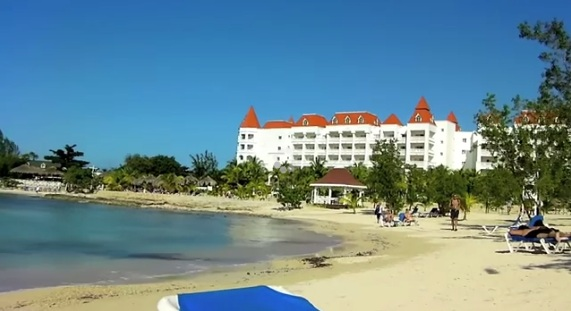
Badestrand mit Hotel im Hintergrund

### Natur

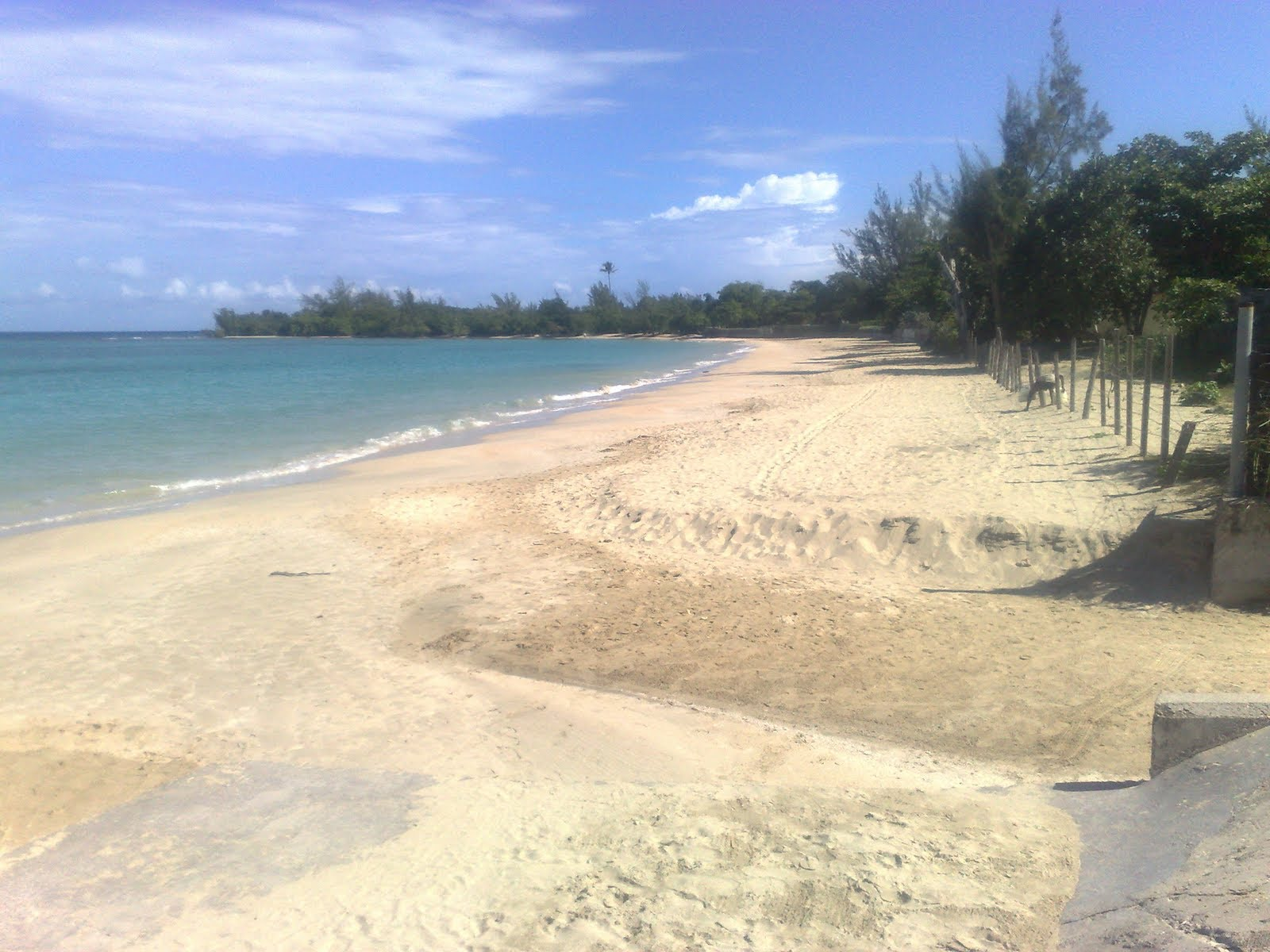
Strandabschnitt in Runaway Bay

Das Cardiff Hall Estate Anfang des 19. Jahrhunderts

Runaway Bay ist von einer Hügelkette der auslaufenden Dry Harbour Mountains umgeben. von Süden her verläuft der Pear Tree River und mündet in den Atlantik.
Unweit der Stadt liegen die Green Grotto Caves, Ein System von Tropfsteinhöhlen, von denen die größte 1525 Meter lang und 12 Meter tief ist. Der Name stammt von einer grünen Algen-Art, die an den Wänden im Inneren des Höhlensystems wächst. Die Höhle birgt eine große Anzahl von Kammern, Stalagmiten und Stalaktiten. Der Grotto Lake ist ein unterirdischer See. Funde von Tonscherben und Dechsel in der Höhle belegen, dass die Höhlen von den Arawak, den Ureinwohnern der Insel genutzt wurden. Während der Eroberung der Insel durch die Engländer wurden die Höhlen von den Spaniern als Unterschlupf verwendet. Im Zweiten Weltkrieg wurden sie von Schmugglern zur Lagerung von Waffen zur Weiterführung nach Kuba benutzt. In den letzten Jahren des Krieges lagerte die Regierung von Jamaika Rumfässer in den Höhlen. Die Höhlen beheimaten neun von 21 Fledermausarten der Insel, unter anderen die Jamaika-Fruchtfledermaus.

### Tourismus
Runaway Bay liegt im Hauptgebiet für Tourismus, zwischen Ocho Rios und Discovery Bay. In den 1960er Jahren wurde auf dem Gebiet der alten Plantage Cardiff Hall ein Komplex aus Luxushotels, Golfplätzen, Parks und privaten Villen errichtet. Nur das alte Hauptgebäude Cardiff Hall Great House besteht noch, befindet sich aber im Privatbesitz und kann nicht besichtigt werden. Seit dem Bau der neuen Anlagen zählt Runaway Bay zu einer der landschaftlich schönsten Plätze von Jamaika. Zu den bekanntesten Strandabschnitten gehören der FKK-Strand Hedonism III Nudist Resort und der Privatstrand Ocean View Beach.